# مييافا
مدينة مييافا (بالسلوفاكية: Myjava)‏ هي مدينة في شمال غرب سلوفاكيا وتتبع إقليم ترنتشين.

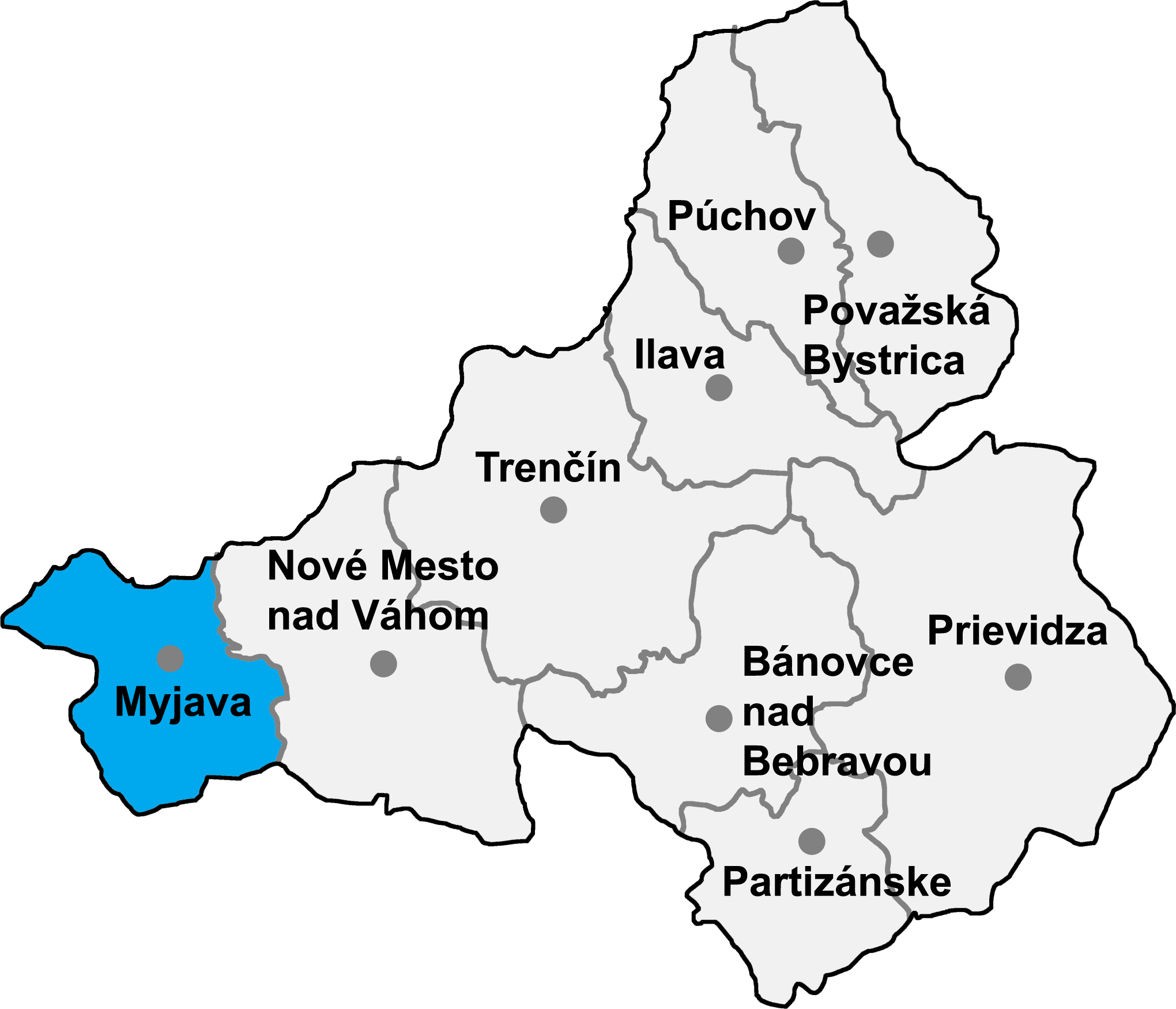
موقع مييافا في إقليم ترنتشن

## أعلام
- جان كليمنت